# Parachutes
Parachutes (с англ. — «Парашюты») — дебютный студийный альбом английской рок-группы Coldplay. Его выход состоялся 10 июля 2000 года в Великобритании и 7 ноября в США. Продюсированием большинства песен занималась сама группа совместно с Кеном Нельсоном, один трек спродюсировал Крис Элисон. Из альбома вышло четыре ставших хитами сингла: «Shiver», «Yellow», «Trouble», и «Don’t Panic». Дебютник посвящен Саре Чемпион, матери барабанщика коллектива Уилла Чемпиона, которая умерла от рака в мае 2000 года, за два месяца до выхода Parachutes.
Альбом оказался успешным с коммерческой точки зрения и был тепло принят критиками. После выхода он быстро достиг первой строчки британских хит-парадов и в дальнейшем стал девятикратно платиновым. В Соединённых Штатах диск поднялся до 51-й строчки хит-парада Billboard 200 и впоследствии получил статус дважды платинового. В 2002 году альбом завоевал премию Грэмми в номинации «Лучший альтернативный альбом». Parachutes занимает 22-ю позицию в списке самых продаваемых в Соединённом Королевстве альбомов XXI века; в 2001 году он получил награду BRIT Awards, как лучший британский альбом. По состоянию на 2020 год по всему миру было продано более 13 миллионов копий.

## Предыстория и запись
Группа начала работу над Parachutes в конце 1999 года, после того как спродюсировала и выпустила мини-альбом The Blue Room с британским продюсером Крисом Элисоном. Элисон попросили помочь с продюсированием и музыкальным направлением группы, чего желали как группа, так и отдел A&R. Производство началось с трека «High Speed», который был частью мини-альбома и позже был переиздан в Parachutes. Элисон говорил: «Вы заметите, что он немного отличается от других треков, потому что в нем звучат другие звуки; Мы хотели смешать звуковой ландшафт сo звуком классического рока на этом конкретном треке. Я думаю, что „High Speed“ — это действительно удачное сочетание классического рок-звучания и нового звучания, которое из него развилось. Получился невероятно атмосферный звук». Всего во время сессий в студии Orinoco в Лондоне было записано семь треков, три из которых вошли в The Blue Room.
Затем группа взяла длительный перерыв, чтобы написать ещё треки для Parachutes. Несколько месяцев спустя было решено, что Элисон и коллектив встретятся в репетиционной комнате, чтобы наконец приступить к работе над дебютным альбомом.
Они начали играть в репетиционной комнате и, на самом деле, вообще не были вместе. Я был с ними очень честен и просто сказал: «Послушайте, этих записей просто недостаточно». А самое интересное, что мы не начали работу над альбомом из-за того, что Крис Мартин к тому времени ещё не написал хит «Yellow»Крис Элисон
Впоследствии результат работы с Элисоном не удовлетворил участников группы, и вскоре его сменил Кен Нельсон в должности продюсера. В результате он заявил, что альбом был спродюсирован им совместно с Coldplay.
Кен Нельсон был привлечён к сотрудничеству с Coldplay благодаря менеджеру Питу Бирну который в 1999 году дал Нельсону послушать «Brothers & Sisters», дебютный сингл группы. Нельсон заявил, что, услышав вокал Криса Мартина в «Bigger Stronger», он сразу понял, что он был каким-то особенным. Предложение работать с группой Нельсон получил в Ливерпуле на совместном концерте Coldplay с английской инди-рок-командой Gomez. В то время он работал над Bring It On, дебютным альбом Gomez.
Первоначально группа планировала записать альбом за две недели, однако из-за плотного графика выступлений запись осуществлялась с апреля 1999 года по май 2000. Группа начала работу над альбомом в Rockfield Studios, Matrix Studios и Wessex Sound Studios, хотя большинство песен было записано в ливерпульской Parr Street Studios. В Parr Street группа работала в трёх студиях, в одной из которых записала большую часть альбома. Кен Нельсон описал её, как «студию для демозаписей». Сведение альбома было поручено американскому звукоинженеру Майклу Бройеру. Изначально издающий лейбл Parlophone намеревался воспользоваться его услугами только для работы над теми треками, которые планировалось выпустить в качестве синглов, но в итоге Бройера наняли для сведения всего альбома.
Во время ливерпульского концерта Coldplay, где Нельсон получил предложение стать их продюсером, он отметил, что выступление группы было «очень-очень скованным […] они неслись через сет-лист и слушать это было достаточно тяжело». Однажды в студии Нельсон прошёлся с группой по всем песням, обучая их тому, как и в каком темпе нужно играть тот или иной отрывок вживую, чтобы добиться от них спокойствия (к примеру, песню «Trouble» необходимо было переработать для устранения какофонии, присутствовавшей в ранних вариантах композиции).
Обложка альбома представляет собой фотографию жёлтого глобуса, сделанную на одноразовую камеру Kodak. Этот же глобус, купленный у WHSmith за 10 фунтов стерлингов, использовался в видеоклипах на «Shiver» и «Don’t Panic», а также сопровождал группу в их турах.

## Музыкальный стиль

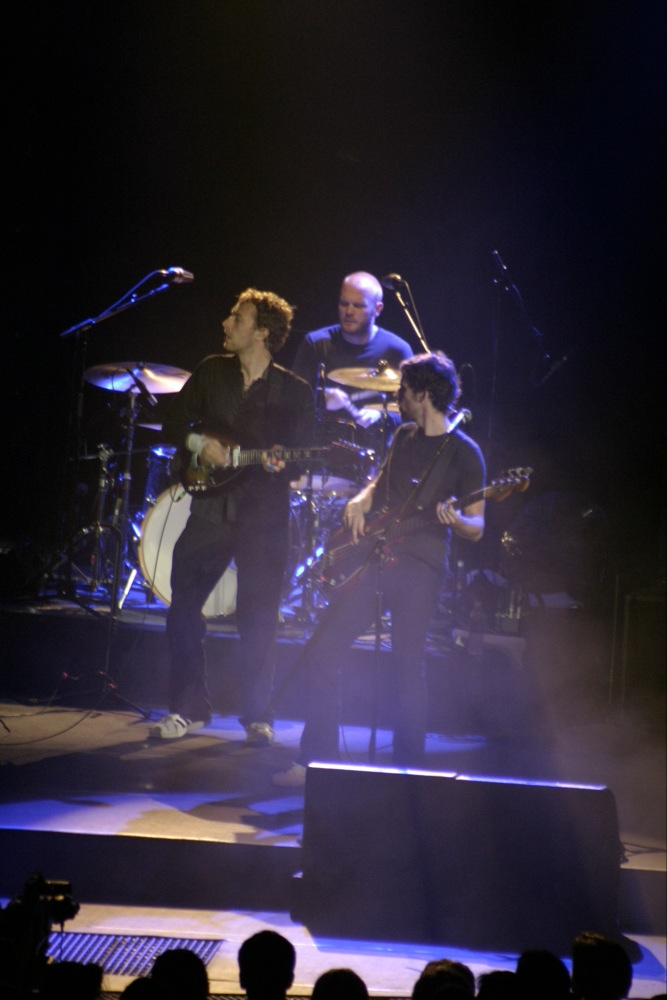
Coldplay исполняют «Don’t Panic» во время Twisted Logic Tour, 2005 год.

Чемпион пояснил, что производственный стиль работы Кена Нельсона способствовал раскрепощённости и позволял группе во время записи альбома чувствовать себя непринуждённо. В результате альбом получился наполненным переменчивыми и атмосферными мелодиями. Говоря о настроении, создаваемом альбомом, Чемпион сравнил тексты песен с композицией Лу Рида 1972 года «Perfect Day», заявив, что «тексты красивы, и они [участники группы] действительно очень счастливы, но музыка очень печальна. Это тот случай, когда вы можете создать различные настроения посредством музыки и текстов».
Parachutes получил признание, как обладающий звучанием альтернативного рока и пост-брит-попа, похожего на Radiohead и Travis. Фактически, предполагалось, что коммерческому успеху релиз отчасти обязан поклонникам Radiohead, которых оттолкнули эксперименты группы в альбоме Kid A, в котором чувствовалось влияние электронной музыки.

## Релиз и продвижение
10 июля 2000 года Parachutes вышел на лейбле Parlophone в Великобритании и 7 ноября того же года — в США на Nettwerk. Издающие лейблы выпустили альбом на различных носителях: и Parlophone, и Nettwerk в 2000 году выпустили компакт-диск, а в следующем году Parachutes был выпущен на аудиокассете, выпущенная новоиспечённым лейблом Capitol Records. В 2002 году Parlophone издали альбом на виниловой пластинке. В ноябре 2020 года Coldplay выпустила версию Parachutes на прозрачном желтом виниле, посвященную 20-летию альбома.
Обычная версия альбома содержит 10 композиций, при этом последняя из них при продолжительности 7 минут 15 секунд содержит скрытый трек «Life is for Living». Японская версия альбома помимо десяти основных песен содержит две дополнительные: «Careful Where You Stand» и «For You», которые изначально были выпущены как би-сайды «Shiver». Композиция «Life is for Living» находится в начале 11-го трека «Everything is not lost».
Треки «Shiver», «Yellow», «Trouble», и «Don’t Panic» были выпущены в качестве синглов. Главным синглом в Великобритании стал «Shiver», в то время как в США это был «Yellow». После выхода «Trouble» группа отказалась от первоначального плана издать четвёртый сингл, которым по замыслу должен был стать «Don’t Panic», так как сочла, что трёх синглов из альбома будет достаточно. Тем не менее сингл всё же был выпущен в некоторых европейских регионах.

## Реакция критиков
| Совокупная оценка             | Совокупная оценка |
| Источник                      | Оценка            |
| ----------------------------- | ----------------- |
| Metacritic                    | 72/100            |
| Оценки критиков               |                   |
| Источник                      | Оценка            |
| AllMusic                      | [ 20 ]            |
| Alternative Press             | 4/5               |
| Entertainment Weekly          | B+                |
| Los Angeles Times             | [ 23 ]            |
| NME                           | 9/10              |
| Pitchfork                     | 5,3/10            |
| Q                             | [ 26 ]            |
| Rolling Stone                 | [ 27 ]            |
| The Rolling Stone Album Guide | [ 28 ]            |
| Uncut                         | [ 29 ]            |

Parachutes в целом был тепло принят европейскими критиками. В издание Metacritic, которое присваивает рецензиям основных критиков нормализованный рейтинг из 100, альбом получил средний балл 72 на основе 20 обзоров. В современном обзоре Майкл Хаббард из MusicOMH отметил, что это альбом «удивительной глубины, особенно если принять во внимание молодость участников группы». The Guardian охарактеризовал альбом как «один из самых воодушевляющих альбомов года», добавив, что в нем есть «элегантные песни, классические гитары и великолепное пение». Melody Maker назвал Parachutes «шедевром» и «определяющим музыкальным заявлением 2000 года», в то время как Джеймс Олдхэм из Uncut посчитал, что альбом «более чем оправдывает аплодисменты, осыпаемые [группой] еженедельной музыкальной прессой». Шивон Гроган из NME оценила запись в 9 из 10, заявив, что «все это невероятно, это дебютный альбом», и пришла к выводу, что «совершенный, тонкий, работающий в целом идеально, так как все производственные навыки в мире не могут быть воспроизведены».
В среде международных критиков диск также удостоился по большей части положительных отзывов. Отметив, что Parachutes «не привносят ничего нового в игру» и что их «музыкальные ориентиры сразу узнаваемы и их трудно не заметить», Billboard заявил, что группа «кажется достаточно талантливой, чтобы преодолеть этот ранний кризис идентичности». По словам Мэтта Дайла из журнала Rolling Stone альбом «возвышается над тем, что оказало на него влияние, становясь в конечном счёте действительно превосходным». Критик онлайн-издания AllMusic Уилсон Маккензи отозвался о Parachutes, как о представляющем Coldplay молодыми музыкантами, всё ещё оттачивающими своё мастерство, и добавил: «Parachutes достоин полученной похвалы, потому что он следовал главному правилу представления поп-песен: сохранять эмоции искренними и неподдельными».
Сайт Pitchfork Media менее восторженно отнёсся к пластинке, оценив её в 5,3 из 10. Спенсер Оуэн увидел альбом «безобидным и милым», но «не более» и не имеющим ничего, что принесёт группе «свалившихся с неба денег и международную популярность». Аналогичное мнение высказал и The Village Voice, пишущий, что «Parachutes содержит немного моментов, требующих внимания, и, в отличие от Travis, хуки Coldplay слабы».
Редакция «Афиша Daily» в 2019 году провела ретроспективный обзор творчества группы: «„Обаяние“ — пожалуй, лучшее слово, чтобы объяснить этот альбом: наблюдать за тем, как юный Крис Мартин отлаживает порядок в себе, — трогательный процесс».

## Коммерческий успех

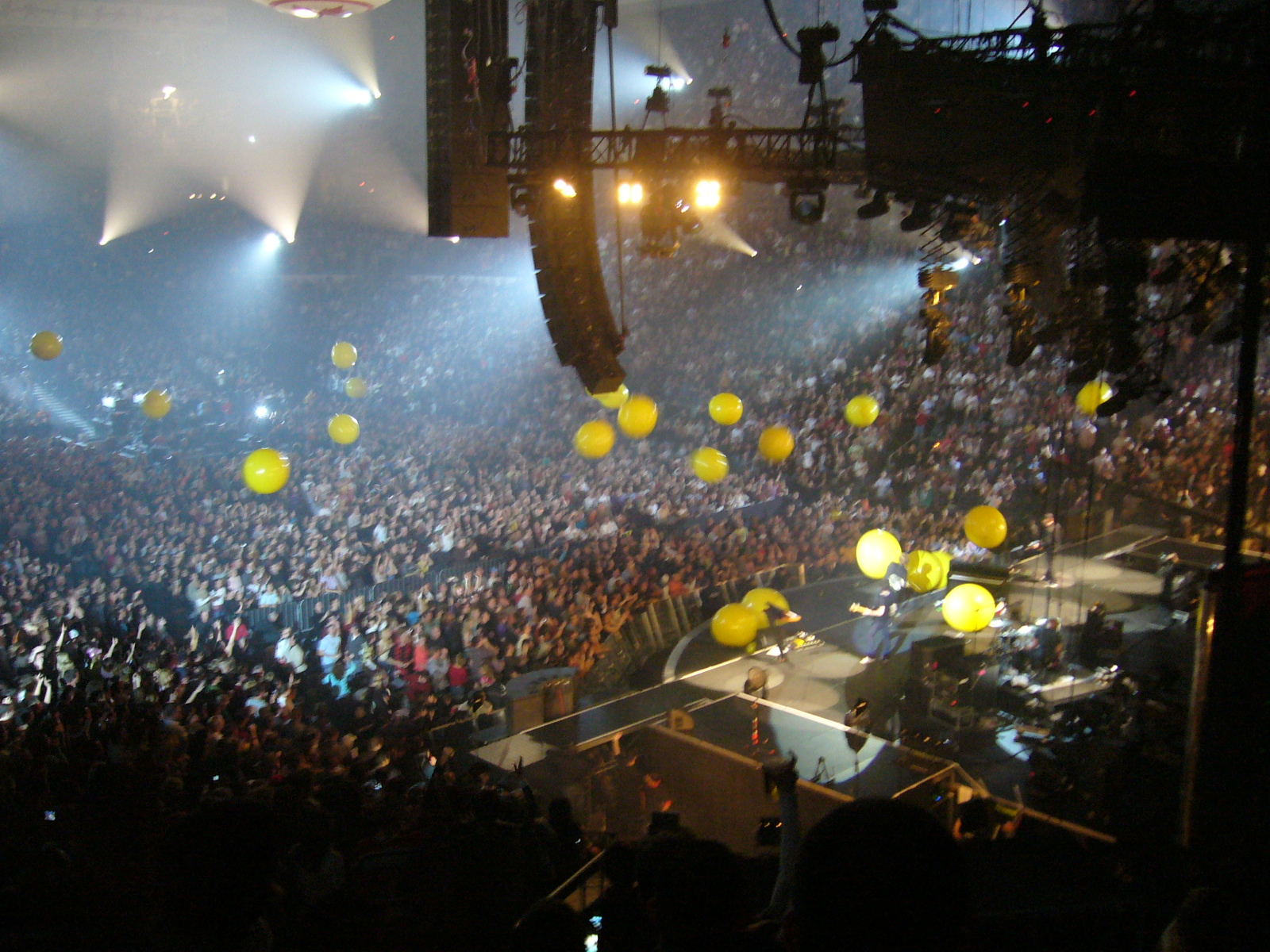
Coldplay исполняют песню «Yellow» в 2005 году.

Parachutes продемонстрировал хорошие продажи в Великобритании. Популярность песен в британских клубах, пабах и на спортивных мероприятиях способствовала тому, что альбом дебютировал на первой строчке в UK Albums Chart. Самый большой период продаж пришелся на предпоследнюю неделю 2000 года, когда было продано 170 тысяч копий, а общий объем продаж превысил миллион. Рекорд произошёл в 2011 году, когда было продано около 2 400 000 копий альбома, что позволило Британской ассоциации производителей фонограмм присвоить ему статус девятикратно платинового. На февраль 2012 года в Великобритании продано более 2 550 000 копий альбома, таким образом, он является третьим из альбомов Coldplay по уровню продаж на родине, уступая только A Rush of Blood to the Head с 2 800 000 продажи и X&Y с 2 600 000 соответственно. В 2022 году Parachutes был назван 10-м самым успешным дебютным альбомом в истории британских хит-парадов.
Пластинка достигла 51-й позиции в американском Billboard 200 и первой в Billboard Heatseekers. Всего в стране было реализовано свыше двух миллионов копий альбома, благодаря чему Американская ассоциация звукозаписывающих компаний присвоила ему статус дважды платинового. Также диск стал трижды платиновым в Австралии и дважды платиновым в Канаде.

## Влияние и наследие

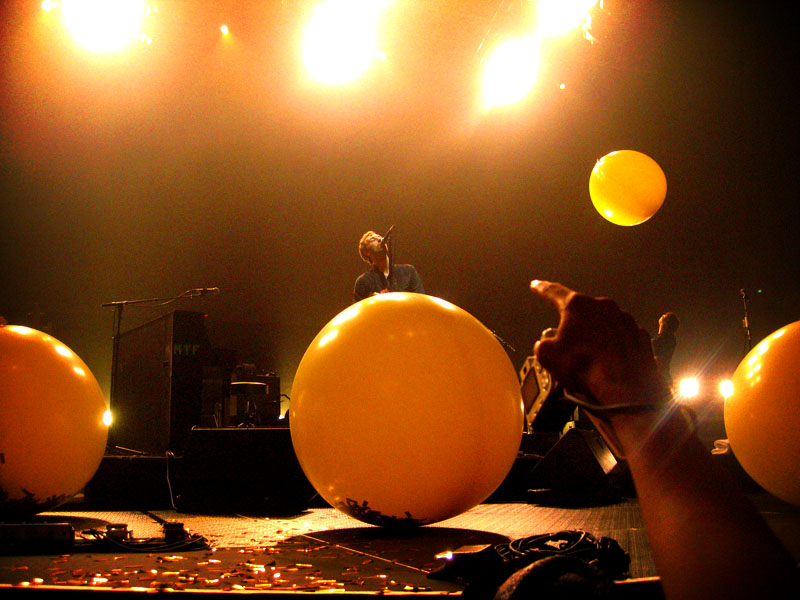
Coldplay до сих пор исполняют песни с Parachutes во время их концертов, особенно «Yellow».

Согласно газете Music Week, диск Parachutes стал одним из самых впечатляющих дебютных альбомов в истории, породив при этом ещё и ставшие хитами синглы «Shiver», «Yellow», «Trouble». Будучи проданным только в Великобритании в количестве 2,74 млн штук, он занимает 22-е место в списке самых продаваемых в стране альбомов XXI века.
Parachutes принёс группе множество наград. Диск победил в 2000 году в номинации «Лучший альбом» по версии журнала Q и был номинирован на Mercury Music Prize, которую Coldplay уступили группе Badly Drawn Boy с их альбомом The Hour of Bewilderbeast. Тем не менее в дальнейшем группа получила Грэмми в номинации «Лучший альтернативный альбом» и BRIT Awards за лучший британский альбом.
Четвёртый канал британского телевидения поместил альбом на 25-ю позицию в сотне величайших альбомов всех времён, а в 2006 году по версии издания NME диск стал 33-м в сотне величайших британских альбомов. Вопреки коммерческому успеху и положительным отзывам критиков Крис Мартин сказал, что группе альбом не нравится. По этому поводу он дал следующий комментарий: «Мы знаем, что это ужасная музыка, и мы всегда стараемся обдумать то, что мы сможем сделать в следующий раз».

## Список композиций
Слова и музыка всех песен — Гай Берримен, Джонни Бакленд, Уилл Чемпион, Крис Мартин.
| №                   | Название                                                             | Длительность |
| ------------------- | -------------------------------------------------------------------- | ------------ |
| 1.                  | «Don’t Panic»                                                        | 2:17         |
| 2.                  | «Shiver»                                                             | 4:59         |
| 3.                  | «Spies»                                                              | 5:18         |
| 4.                  | «Sparks»                                                             | 3:47         |
| 5.                  | «Yellow»                                                             | 4:29         |
| 6.                  | «Trouble»                                                            | 4:30         |
| 7.                  | «Parachutes»                                                         | 0:46         |
| 8.                  | «High Speed»                                                         | 4:14         |
| 9.                  | «We Never Change»                                                    | 4:09         |
| 10.                 | «Everything's Not Lost» (включая скрытый трек «Life is for Living».) | 7:15         |
| Общая длительность: | Общая длительность:                                                  | 41:44        |

| №                   | Название                  | Длительность |
| ------------------- | ------------------------- | ------------ |
| 11.                 | «Careful Where You Stand» | 4:45         |
| 12.                 | «For You»                 | 5:42         |
| Общая длительность: | Общая длительность:       | 52:11        |

## Позиции в чартах
| Страна             | Высшая позиция | И.     |
| ------------------ | -------------- | ------ |
| Австралия          | 2              | [ 48 ] |
| Австрия            | 41             | [ 48 ] |
| Бельгия (Валлония) | 24             | [ 48 ] |
| Бельгия (Фландрия) | 44             | [ 48 ] |
| Великобритания     | 1              | [ 35 ] |
| Дания              | 29             | [ 48 ] |
| Ирландия           | 14             | [ 49 ] |
| Испания            | 47             | [ 48 ] |
| Италия             | 11             | [ 48 ] |
| Мексика            | 66             | [ 48 ] |
| Нидерланды         | 29             | [ 48 ] |
| Новая Зеландия     | 4              | [ 48 ] |
| Норвегия           | 1              | [ 48 ] |
| Португалия         | 15             | [ 48 ] |
| США                | 36             | [ 50 ] |
| Финляндия          | 29             | [ 48 ] |
| Франция            | 31             | [ 48 ] |
| Швейцария          | 38             | [ 48 ] |
| Швеция             | 20             | [ 48 ] |

## Сертификация
| Страна         | Статус        |
| -------------- | ------------- |
|                |               |
| Аргентина      | Платиновый    |
| Бельгия        | 2× Платиновый |
| Великобритания | 9× Платиновый |
| Германия       | Золотой       |
| Дания          | 4× Платиновый |
| Европа         | 4× Платиновый |
| Испания        | Золотой       |
| Италия         | Платиновый    |
| Канада         | 2× Платиновый |
| Нидерланды     | Платиновый    |
| Новая Зеландия | 2× Платиновый |
| США            | 2× Платиновый |
| Франция        | 2× Золотой    |
| Швейцария      | Платиновый    |
| Швеция         | Золотой       |

## Участники записи
| Coldplay - Крис Мартин (англ. Chris Martin) — вокал, ритм-гитара, пианино - Джонни Баклэнд (англ. Jonny Buckland) — лид-гитара - Гай Берримен (англ. Guy Berryman) — бас-гитара - Уилл Чемпион (англ. Will Champion) — ударные | Технический персонал - Кен Нельсон (англ. Ken Nelson) — продюсирование - Крис Элисон (англ. Chris Allison) — продюсирование, сведение (только «High Speed») - Помощники - Андреа Райт (англ. Andrea Wright) - Джон Колс (англ. Jon Coles) - Пол Рид (англ. Paul Read) - Симон Барникотт (англ. Simon Barnicott) - Марк Фитиан (англ. Mark Phythian) — компьютерная обработка - Майкл Бройер (англ. Michael H. Brauer) — сведение - Джордж Марино (англ. George Marino) — мастеринг - Фил Харви (англ. Phil Harvey) — менеджер - Дэн Килинг (англ. Dan Keeling) — A&R |
| Оформление - Coldplay - Марк Теппин (англ. Mark Tappin) — помощник - Фотографы - Сара Ли (англ. Sarah Lee) - Том Шихан (англ. Tom Sheehan)                                                                                     | Технический персонал - Кен Нельсон (англ. Ken Nelson) — продюсирование - Крис Элисон (англ. Chris Allison) — продюсирование, сведение (только «High Speed») - Помощники - Андреа Райт (англ. Andrea Wright) - Джон Колс (англ. Jon Coles) - Пол Рид (англ. Paul Read) - Симон Барникотт (англ. Simon Barnicott) - Марк Фитиан (англ. Mark Phythian) — компьютерная обработка - Майкл Бройер (англ. Michael H. Brauer) — сведение - Джордж Марино (англ. George Marino) — мастеринг - Фил Харви (англ. Phil Harvey) — менеджер - Дэн Килинг (англ. Dan Keeling) — A&R |